# Warren Ridge
Warren Ridge ist ein 3 km langer und bis zu 1100 m hoher Gebirgszug auf der antarktischen Ross-Insel. Er ragt mit südwest-nordöstlicher Ausrichtung am Nordhang der Kyle Hills auf. Höchste Erhebung ist 1,5 km nördlich des Ainley Peak der Dibble Peak.
Das Advisory Committee on Antarctic Names benannte ihn im Jahr 2000 nach dem US-amerikanischen Klimaforscher Stephen George Warren (* 1945) von der University of Washington, der ab 1985 in mehreren Sommerkampagnen im Rahmen des United States Antarctic Program und der Australian National Antarctic Research Expeditions die Auswirkungen klimatischer Veränderungen auf dem Polarplateau studiert hatte.